# Хопи
Хопи е северноамериканско индианско племе от групата Пуебло, което обаче е разглеждано като отделно племе. Живее предимно в резервата „Хопи“ в североизточна Аризона, който обхваща площ от 6 557,26 км². 
Племето Хопи е суверенна нация в рамките на Съединените щати и отношенията му с федералното правителство на Съединените щати е като между правителства. Определени села запазват автономия съгласно конституцията и устава на хопи.

## Произход и история
Хопите вероятно са произлезли от праисторическата култура Анасази. Предците им са живели в оригиналната им родина вероятно от 10 000 години. През 14 век те се превърнали в един от трите центрове на културата Пуебло. Между 14 и 16 век развили до съвършенство селското стопанство, селектирайки различни култури и въвели различни форми на напояване. Започнали да добиват и използват въглища и развили производството на керамика.
Името им идва от собственото им име „Хопиту“ или „Хопиту шинуму – всички мирни хора“.
Първоначално обитавали 13 селища в района на Трий Меса. Били предимно земеделци, отлични грънчари, дърворезбари и бижутери. Били организирани в 12 майчини клана. Политическата организация била слаба, но била съчетана със силна майчина матрилокална кланова система. Не са били единно племе в обичайния смисъл на думата, но хората били свързани със сложна социална структура. Всяко село или пуебло имало собствена организация и всеки член имал свое място в обществото. Като цяло жените били собственици на домовете и другите материални неща. Основната храна била набавяна от земеделието. Отглеждали царевица, боб, тикви, памук и тютюн, а след идването на испанците въвели пшеницата, чушките, пъпешите, прасковите и други култури. Реколтата се съхранявала и се използвала при суша и глад. Отглеждали домашни пуйки. За реколтата се грижели мъжете. Те също така ловували, главно елени, антилопи, зайци и други дребни животни. Мъжете тъчали и платове от памук за облекло. Жените събирали ядки, горски плодове, юка и семена. Изработвали кошници и одеяла. Дрехите им обикновено били изработвани от памук. Жените носели дълги рокли, а мъжете набедреник и ризи. И двата пола носели кожени мокасини и наметала от заешки кожи. Погребвали мъртвите в седнало положение заедно с храна и вода. В гроба се поставяла и молитвена пръчка (пахо) и стълба, по която да се изкачи духът на мъртвия.
През векове на стабилност и мирно съществуване на базата на селското стопанство, хопите развили изключително богат церемониален живот. Целта на повечето церемонии била да се осигури достатъчно дъжд. Като символ на живота и благополучието, царевицата (основната култура) също била във фокуса на много церемонии. Всяка церемония била контролирана от някой от клановете. Централно място в тези церемонии била кива (подземно помещение), която често се разглеждала като вход към Света, през който са дошли предците на племето. Качина били духовете пазители, посредници между Твореца и хората. Те обитавали Сан Франциско Пийк и други свещени места. Обществото Качина било свързано с предците на клана и боговете на дъжда. Всички хопи били посветени в това общество, въпреки че само мъжете играели активна роля в него. Подобно на другите пуеблоси и хопити признавали двойното делене на времето и пространството между горната част на Света (на живите) и долния свят (на мъртвите).
Първият записан контакт между тях и европейците е през 1540 г.
През 1582 – 1583 г. са посетени от експедицията на Антонио де Еспехо. Той отбелязва, че хопите живеят в 5 селища и наброяват около 12 000 души.
През 1629 г. в земите им пристигнали първите францискански мисионери. Опитите им обаче да покръстят хората останват без успех. През 1680 г., когато избухнало Въстанието Пуебло, хопите също се включили. Те нападнали мисиите, избили монасите и изгорили църквите. През 1700 г. мисионерите се завърнали отново и започнали да възстановяват някои от църквите. През зимата на 1700 – 1701 г. обаче хопите отново ги прогонили и в продължение на целия 18 век не позволили нито на тях, нито на испанците да се установяват в страната им. 
През 19 век се увеличават нападенията от страна на навахите. 
За първи път срещнали американците през 1850 г. На 16 декември 1882 г. президентът Честър Артър издава изпълнителна заповед за създаване на резерват за хопи. Той е по-малък от околните земи, които са присъединени към резервата на навахо, най-големият в страната.
През 1886 г. вождовете изпращат петиция до комисаря по индианските въпроси с искане да бъдат построени училища за децата им. Племето наброява около 7000 души и се считат за едни от най-традиционните индианци в САЩ. Основните икономически дейности в резервата са селското стопанство (земеделие и скотовъдство) и въгледобивът, от който идват над 70% от приходите. Повечето от въглищните мини са дадени на концесия на различни компании.